# NGC 1556
NGC 1556 è una galassia a spirale situata nella costellazione del Dorado, a una distanza di circa 47 milioni di anni luce dalla nostra Via Lattea.

## Scoperta
La galassia è stata scoperta il 28 dicembre 1834 dall'astronomo britannico John Herschel.

## Descrizione
NGC 1556 ha una classe di luminosità I-II e presenta una larga riga a 21 cm dell'idrogeno neutro.